# Victoria University SC
El Victoria University SC es un equipo de fútbol de Uganda que milita en la Superliga de Uganda, la liga de fútbol más importante del país.

## Historia
Fue fundado en el año 2011 en la capital Kampala y es el club de la Victoria University, el cual inició en la Primera División de Uganda. En su temporada inicial sorprendieron al alcanzar el ascenso a la máxima categoría tras quedar en tercer lugar.
Su temporada de debut fue muy buena, ya que quedaron en 5.º lugar en la liga, pero lo mejor fue en el torneo de copa, esto porque dieron la sorpresa llevándose el título tras vencer en la final al Vipers FC 5-3 en penales tras quedar 1-1 durante el tiempo reglamentario.
A nivel internacional han participado en un torneo continental, la Copa Confederación de la CAF 2014, en la cual fueron eliminados en la ronda preliminar al CS Don Bosco de la República Democrática del Congo.

## Palmarés
- Copa de Uganda: 1

2012/13

## Participación en competiciones de la CAF
| Temporada | Torneo                       | Ronda      | Club         | Casa | Visita | Global |
| --------- | ---------------------------- | ---------- | ------------ | ---- | ------ | ------ |
| 2014      | Copa Confederación de la CAF | Preliminar | CS Don Bosco | 1-0  | 0-3    | 1-3    |